# Vanuatu címere

Vanuatu címere egy barna dombon álló, kezében dárdát tartó melanéz harcost ábrázol. A harcos mögött látható egy fehér szarv és egy zöld namele. Alul egy sárga szalagon az ország mottója olvasható: „Long God yumi stanap” (Istennel együtt létezünk).